# Данилюк, Тарас Васильевич
Тарас Васильевич Данилюк (укр. Тарас Васильович Данилюк; род. 29 января 1984, Надворная, Ивано-Франковская область) — украинский и казахстанский футболист, полузащитник.

## Карьера
Играл за молодёжный состав «Карпаты» (Львов), далее в 2000 году за «Шахтёр-3» и «Шахтёр-2», в 2001—2002 году Данилюк — в составе донецкого «Шахтёра». В 2003 году поиграл за «Спартак» из Ивано-Франковска и ФК «Севастополь» во Второй лиге Украины.
В 2004 году уехал в Казахстан, стал играть за «Экибастузец» и принял гражданство Казахстана.
Затем снова играл на Украине, в Литве, России. Сезон 2007 года провёл в белгородском клубе, выступавшем во второй лиге чемпионата России.
С 2011 года опять играл в Казахстане за клубы «Атырау», «Жетысу», «Спартак (Семей)», «Тараз». С 2017 года защищал цвета «Жетысу», в составе которого выиграл Первую лигу Казахстана.